# Trstená
Trstená (mađ. Trsztena, polj. Trzciana) grad je u Žilinskom kraju u sjevernoj Slovačkoj u blizini granice s Poljskom. Grad upravno pripada Okrugu Tvrdošín. 

## Povijest
Grad se prvi puta spominje 1371., nastao je duž rijeke Orava u Slovačkoj regiji  Oravi.
Trstená se nalazi samo nekoliko kilometara od poljske granice na cesti koja vodi direktno ka Poljskoj i ima stalan tok prometa iz cijele Europe. Okružena je planinama Tatrama s bujnim šumama. 
Trstená je pretrpila velika oštećenja za vrijeme Drugog svjetskog rata od strane Rusa koji su granatirali grad prije nego što su ga Nijemci napustili.
Grad je imao židovsku zajednicu prije rata, koji više nije prisutana. Jedini preostali znakovi njihovog postojanja je židovsko groblje izvan Trstene, i stara Sinagoga koja je sada trgovina cipelama. U Trsteni postoji velika tvornica kompanije Panasonic Corporation.

## Stanovništvo
| Godina:     | 1993. | 2003.   | 2013.   | 2023.   |
| ----------- | ----- | ------- | ------- | ------- |
| Broj ljudi: | 6867  | 7510    | 7463    | 6978    |
| Razlika:    |       | +9,36 % | -0,62 % | -6,49 % |

| Godina:     | 2022. | 2023.   |
| ----------- | ----- | ------- |
| Broj ljudi: | 7019  | 6978    |
| Razlika:    |       | -0,58 % |

Po popisu stanovništva iz 2001. godine grad je imao 7461 stanovnika. Prema etničkoj pripadnosti najviše je bilo Slovaka 98,82 %, Poljaka 0,42 %, Čeha 0,32% a Hrvata ima 0,05 %.  Prema vjeroispovijesti najviše je rimokatolika 94,33 %, ateista je bilo 3,26 % a luterana 0,78 %.

## Vanjske poveznice
- Službena stranica grada

### Ostali projekti
|  | Zajednički poslužitelj ima još gradiva o temi Trstená |